# سيلفيا مايلز
سيلفيا مايلز (بالإنجليزية: Sylvia Miles)‏ هي ممثلة أمريكية، ولدت في 9 سبتمبر 1932 بنيويورك في الولايات المتحدة. بدأت مشوارها المهني سنة 1960.

## أعمال

### أفلام
- (1969) راعي البقر منتصف الليل[5]
- (1982) شر تحت أشعة الشمس
- (1987) وول ستريت[6]
- (2010)  المال لا ينام أبدا[7][8]

## ترشيحات
- جائزة الأوسكار لأفضل ممثلة مساعدة (1969)
- جائزة الأوسكار لأفضل ممثلة مساعدة، عن عمل: راعي البقر منتصف الليل (1969)

## وصلات خارجية
- سيلفيا مايلز على موقع IMDb (الإنجليزية)
- سيلفيا مايلز على موقع روتن توميتوز (الإنجليزية)
- سيلفيا مايلز على موقع ألو سيني (الفرنسية)
- سيلفيا مايلز على موقع تيرنر كلاسيك موفيز (الإنجليزية)
- سيلفيا مايلز على موقع أول موفي (الإنجليزية)
- سيلفيا مايلز على موقع قاعدة بيانات برودواي على الإنترنت (الإنجليزية)
- سيلفيا مايلز على موقع قاعدة بيانات الأفلام السويدية (السويدية)
- سيلفيا مايلز على موقع إن إن دي بي (الإنجليزية)
- سيلفيا مايلز على موقع قاعدة بيانات الفيلم (الإنجليزية)
- سيلفيا مايلز على موقع كينوبويسك (الروسية)